# Marius Wolf
Marius Wolf, född 27 maj 1995, är en tysk fotbollsspelare som spelar för Borussia Dortmund.

## Karriär
Wolf vann DFB-Pokal 2017/2018 med Eintracht Frankfurt efter att ha besegrat Bayern München med 3–1 i finalen.
Den 28 maj 2018 värvades Wolf av Borussia Dortmund, där han skrev på ett femårskontrakt. Den 2 september 2019 lånades Wolf ut till Hertha Berlin på ett låneavtal över säsongen 2019/2020. Den 2 oktober 2020 lånades Wolf ut till 1. FC Köln på ett låneavtal över säsongen 2020/2021.